# Podolševa
Podolševa je naselje v Občini Solčava.